# Nicolò Gagliano
Nicolò Gagliano noto anche come Nicola (I) Gagliano (1695 – 1740/1758) è stato un liutaio italiano della scuola musicale napoletana, figlio maggiore di Alessandro Gagliano.

## Biografia
Fu allievo del padre Alessandro, capostipite di una dinastia di liutai prestigiosi.
Nicolò ha costruito molti strumenti ammirevoli, spesso imitati. Alcuni di essi furono attribuiti erroneamente a Stradivari, anche perché Nicolò si ispirò ai modelli giovanili del grande liutaio cremonese, oltreché a quelli del fratello Gennaro.
Nicolò e Gennaro sono considerati i più grandi liutai della famiglia Gagliano e l'apice della liuteria napoletana.
I suoi violini si caratterizzarono per le dimensioni dei piani armonici, per gli archi ben proporzionati e per la vernice di colore rosso-bruno o bruno-giallo.
Le etichette presenti in alcuni suoi strumenti includevano una dedica religiosa, e ci informano che collaborò con il figlio Giuseppe.
etichette tipiche:

Nicolaii Gagliano fecit

in Napoli 1711

Nicolaus Gagliano filius

Alexandri fecit Neap. 1732